# Hiriyur
Hiriyur è una città dell'India di 48.772 abitanti, situata nel distretto di Chitradurga, nello stato federato del Karnataka. In base al numero di abitanti la città rientra nella classe III (da 20.000 a 49.999 persone).

## Geografia fisica
La città è situata a 13° 56' 44 N e 76° 37' 9 E e ha un'altitudine di 629 m s.l.m..

## Società

### Evoluzione demografica
Al censimento del 2001 la popolazione di Hiriyur assommava a 48.772 persone, delle quali 24.959 maschi e 23.813 femmine. I bambini di età inferiore o uguale ai sei anni assommavano a 5.844, dei quali 3.021 maschi e 2.823 femmine. Infine, coloro che erano in grado di saper almeno leggere e scrivere erano 33.555, dei quali 18.728 maschi e 14.827 femmine.